# Fuerzas Revolucionarias Armadas del Pueblo
Las Fuerzas Revolucionarias Armadas del Pueblo (FRAP), fue una organización político-militar surgida en el año 1973 en Guadalajara, Jalisco, México, por los hermanos Alfredo Campaña López, Ramón Campaña López y Francisco Juventino Campaña López, donde al poco tiempo se unieron a elementos del Frente Estudiantil Revolucionario (FER). El propósito de esta organización que surgió durante el mandato del presidente Luis Echeverría Álvarez era concentrar las fuerzas de diversos grupos insurgentes en una sola organización y coordinar las acciones que ya venían desarrollando desde los tres años previos.

## Acciones de las FRAP
Esta organización guerrillera realizó dos de los secuestros que más escandalizo a la opinión pública de México: el del cónsul de Estados Unidos en Guadalajara, Terrance Georges Leonhardy, y el del suegro de Luis Echeverría (en ese entonces presidente de México), José Guadalupe Zuno, fundador de la Universidad de Guadalajara.

### Secuestro de Terrance George Leonhardy
Terrance George Leonhardy, cónsul de Estados Unidos en Guadalajara, Jalisco, fue secuestrado por un comando de las FRAP el 4 de mayo de 1973 luego de seis meses de estudiar sus movimientos. Como condición para su liberación, demandaron al entonces presidente Luis Echeverría la liberación de 30 presos considerados peligrosos, además de la entrega de un millón de pesos.

### Secuestro de José Guadalupe Zuno Hernández
El licenciado José Guadalupe Zuno fue secuestrado la mañana del miércoles 28 de agosto de 1974. a las 9:30 horas, mientras se dirigía de su casa al Instituto Tecnológico. Tras el hecho, las FRAP emitieron un comunicado exigiendo que todas las fuerzas represivas fueran inmovilizadas mientras mantenían en cautiverio a Zuno, a la vez que pedían veinte millones de pesos asi como la liberación de diez presos políticos, entre los que se encontrban Juventino Campaña Lopez "Ho Chi Min", Ruben Ramirez Gonzáles "El Purrundún", Ricardo Ramírez González “El Richard”, y Eunice Michel Díaz “Princesa" quienes habían sido previamente detenidos por el secuestro de Terrance Leonhardy; además de la entrega de un avión para trasladarse a Cuba
La familia de Zuno Hernández, junto con académicos, intelectuales, políticos y otros personajes e instancias de la sociedad tapatía y nacional, iniciaron una campaña para solicitar la liberación de Zuno. Después de diez días de cautiverio, la noche del 7 de septiembre fue liberado por calles del centro de la ciudad de Guadalajara.
Por el secuestro de Zuno Hernández detuvieron a David López Valenzuela, alias “Sebastián”; Caridad de Montserrat Moreno Díaz, “Yolanda”; Pedro Casián Olvera, “Efrén”; Juan Razo González, “Tilin”; José Luis Eduardo Martínez Moreno, “Ray”; Luis Villanueva Rodríguez, “Paco”; José Manuel Ramón García García, “Alejandro”; Fernando Acosta Vera, “Germán”; Margarita Maldonado Ochoa, “Guadalupe”; Dalila González Hernández, “Violeta”; José Manuel Arredondo Villarreal, “Hilario”; Rubén Valdez Hernández, “Humberto”; Bruno Torres Magaña y Andrés Meza Arias, “Noé”.
Quedaron como prófugos Jesús Pacheco Velázquez “Témoc”; José Godínez Espinoza, “Antonio Gómez V.”; Ramón Campaña López, “El Carnicero”, y Francisco Javier Martínez Mejía, “Raúl” o “Manzo”.

### La sentencia de Ramón Campaña López.
Fue el trece de julio de 1977 que Ramón Campaña López fue sentenciado a veintinueve años de cárcel. La condena fue dictada por el juez sexto de lo criminal. El fallo fue sólo por varios delitos, entre otros, el plagio en agravio de José Guadalupe Zuno y el asalto al banco refaccionario de Jalisco en noviembre de 1973 de donde se concluyó que Ramón Campaña López y sus compañeros se llevaron 75,000 pesos. Dicha sentencia también incluye la acusación por robo con violencia al cajero del banco industrial de Jalisco, Antonio Villagrana Castañeda, a quien le robaron 173, 800 pesos, y cerca de tres millones y medio de pesos en documentos. Se añadía además en los cargos de ese mes de julio, el robo al banco de comercio, de sucursal Américas, el diez de mayo de 1974 donde se robaron 557 mil pesos, todo ello tipificado en el expediente A-18 35/73 en el citado juzgado. Por si fuera poco, a “El Carnicero” le quedaron pendientes otros cinco procesos más en el mismo juzgado sexto de lo criminal, esto por los plagios del industrial Pedro Sarquis Marrewe el siete de junio de 1974 y del ingeniero Juan de Dios de la Torre, cometido el ocho de marzo de 1976. Además, también faltaba procesarlo por los homicidios de Carlos Ramírez Ladewig y del policía Higinio Velázquez, quien murió tratando de impedir el asesinato del líder de la FEG el doce de septiembre de 1975. Me parece relevante hacer una exposición de los cargos que se le imputaban a Ramón Campaña y en los cuales se fundamentaba la pena, puesto que aparece como la anticipación de un cierre en la historia en la relación mortal que tenían las fuerzas policiacas del Estado con los integrantes de los grupos guerrilleros, misma que alcanzaría su punto más álgido durante los motines de octubre en 1977. En los diarios de la ciudad regularmente se hablaba de los crímenes cometidos por militantes de la guerrilla, de los escenarios de las detenciones, de las posibles penas, pero no se iba más allá de ese tipo de explicaciones. El tema de la defensa presentada por sus abogados o por sus familiares, estaba vedado. La mayor parte de las veces se exponía la situación de un preso encarcelado por delitos notorios, como el caso de Ramón Campaña López se dirimía en un par de entregas en los diarios locales. Sin embargo, el caso del líder de las FRAP fue distinto. Llama la atención el seguimiento que se hizo en los diarios a los múltiples procesos penales de “El Carnicero”. Y remarco que el caso de Ramón Campaña López fue especial puesto que luego de haber revisado en los archivos, encontré que ese tipo de reporte pormenorizado sobre la situación jurídica de un miembro de la guerrilla, sólo se hizo en algún momento con los militantes del FER, esto luego de los enfrentamientos en el politécnico, en septiembre de 1973.